# Anna S. Þorvaldsdóttir
Anna Sigríður Þorvaldsdóttir (Anna Thorvaldsdottir), née le 11 juillet 1977 à Reykjavik, est une compositrice islandaise, lauréate en 2012 du Prix musical du conseil nordique.

## Biographie
Anna Þorvaldsdóttir a étudié la composition à l'université de Californie à San Diego, où elle a obtenu ses MA et PhD. Sa musique est jouée en Europe et aux États-Unis.
L’Orchestre symphonique d'Islande a créé et enregistré quatre des pièces d'orchestre de Þorvaldsdóttir, dirigées par Ilan Volkov, Christian Lindberg, Rumon Gamba, Daníel Bjarnason (en), et Bernhardur Wilkinson. Le Icelandic CAPUT Ensemble a aussi créé et enregistré quelques-unes de ses œuvres, dirigées par Snorri Sigfus Birgisson. Parmi les autres ensembles pour lesquels elle a travaillé, on trouve le BIT20 Ensemble (en), Musiques Nouvelles, et l'International Contemporary Ensemble. L'œuvre pour orchestre de Thorvaldsdottir, AERIALITY, a été commandée par l'Orchestre symphonique d'Islande et créée en novembre 2011, dirigée par Ilan Volkov.
Anna Þorvaldsdóttir a reçu en 2012 le Prix musical du conseil nordique pour son œuvre pour orchestre Dreaming, une des pièces de son album Rhízōma qui a été enregistrée le 25 octobre 2011 sous le label américain Innova Recordings (en).
En 2015, elle est choisie comme compositrice du prix Kravis du New York Philharmonic, un honneur qui inclut un prix de 50 000 dollars et la commande d'écriture d'une composition pour l'orchestre ; elle est la seconde récipiendaire. Plus tard, l'orchestre créera son poème symphonique Metacosmos (en) sous la direction d'Esa-Pekka Salonen en avril 2018,.

## Œuvres

### Musique orchestrale
- shattering - unity / sundrung - eining (2003) pour orchestre de chambre
- Shatter (2004) pour orchestre
- Streaming Arhythmia (2007) pour orchestre de chambre
- Dreaming (2008) pour orchestre
- Hrim (2009/2010) pour orchestre de chambre
- AERIALITY (2011) pour orchestre[5]

### Musique de chambre
- Af djúpri hryggð ákalla ég þig, pour 8 violoncelles
- Breathing (2007) pour octuor à vent
- The color of Words (2008) pour contrebasse et chœur
- Rain (2010) pour soprano, flûte, guitare & électronique
- - aura - / - ára - (2011) pour 3 percussionnistes
- Shades of Silence (2012) pour violon, alto, violoncelle & clavecin
- into - Second Self (2013) pour 4 cors, 3 trombones & 4 percussionnistes
- Ró (2013) pour flûte basse, clarinette basse, piano, percussion, 2 violons, alto & violoncelle
- In the Light of Air (2013/2014) pour alto, violoncelle, harpe, piano, percussion & électronique

## Discographie
- In the Light of Air - International Contemporary Ensemble : Kyle Armbrust, alto ; Michael Nicolas, violoncelle ;  Nuiko Wadden, harpe ; Cory Smythe, piano ; Nathan Davis, percussion (6-9 avril 2015, Sono Luminus) (OCLC 922916937)
- Aequa - International Contemporary Ensemble (28-30 mai 2018, Sono Luminus) (OCLC 1085362279)